# 1089

1089(천팔십구) 1088보다 크고 1090보다 작은 자연수다.

## 수학
- 합성수로, 그 약수는 1, 3, 9, 11, 33, 99, 121, 363, 1089다. 진약수의 합은 640이므로, 1089는 부족수다.
- {\displaystyle 1089=33\times 33}
  - 33번째 제곱수(332)다. 앞의 제곱수는 1024, 다음 제곱수는 1156이다.
  - {\displaystyle ab\times ba}의 꼴로 나타낼 수 있는 수열의 33번째 수다. 이 수열의 앞의 수는 736, 다음 수는 1462이다. (OEIS의 수열 A061205)
- 18번째 구각수다. 앞의 구각수는 969, 다음 구각수는 1216이다.
- {\displaystyle 10^{22}-1}은 1089로 나누어떨어진다.

### 마술
1089는 마술 트릭에 사용될 수 있는데, 회문수가 아닌 임의의 세 자리 자연수와 그 수를 반대로 뒤집은 자연수의 차를 구한 다음, 그 차에 해당하는 자연수(절댓값)와 그 수를 반대로 뒤집은 자연수를 더하면 항상 1089가 나온다. 예를 들어 765와 108은 다음과 같이 된다.
- {\displaystyle 765-567=198} → {\displaystyle 198+891=1089}
- {\displaystyle 801-108=693} → {\displaystyle 693+396=1089}

## 과학
- NGC 1089: 에리다누스자리 방향에 있는 타원은하.

## 교통
- 1089번 지방도: 경상남도 산청군 신등면에서 경상북도 김천시 부항면까지 이어지는 대한민국의 지방도.
- 1089번 홋카이도도(일본어판)

## 문화유산
- 대한민국의 보물 제1089호: 동인지문오칠 권7~9

## 방송
- AM 1089kHz: 일본 NHK 라디오 제2방송 센다이 본국의 주파수.

## 기타
- 연도: 1089년, 기원전 1089년

## 같이 보기
- 1000